# Écueil
Pour les articles homonymes, voir Écueil (homonymie).

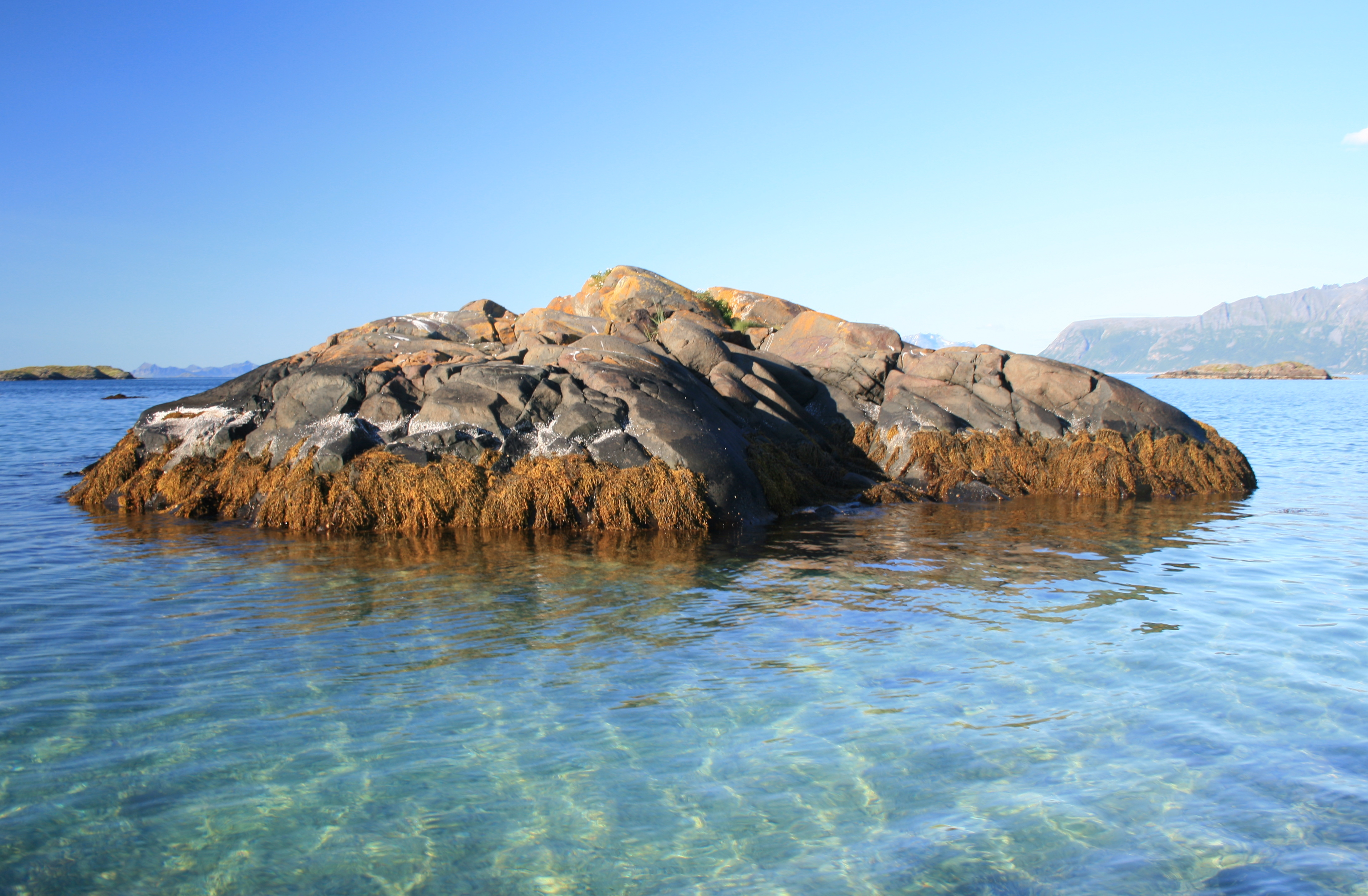
Écueil à Harstad, en Norvège.

Un écueil est une petite île rocheuse, émergée constituant un danger pour la navigation. Un écueil peut aussi être à fleur d'eau ou couvert par moins de 20 m d'eau
Une chaussée est un ensemble d'écueils sous-marins dépassant de peu la surface des eaux. Les côtes rocheuses sont parfois précédées de jardins d'écueils.
Le mot vient de l'ancien provençal escueyll et du latin scopulus.